# Diözesanbibliothek Münster

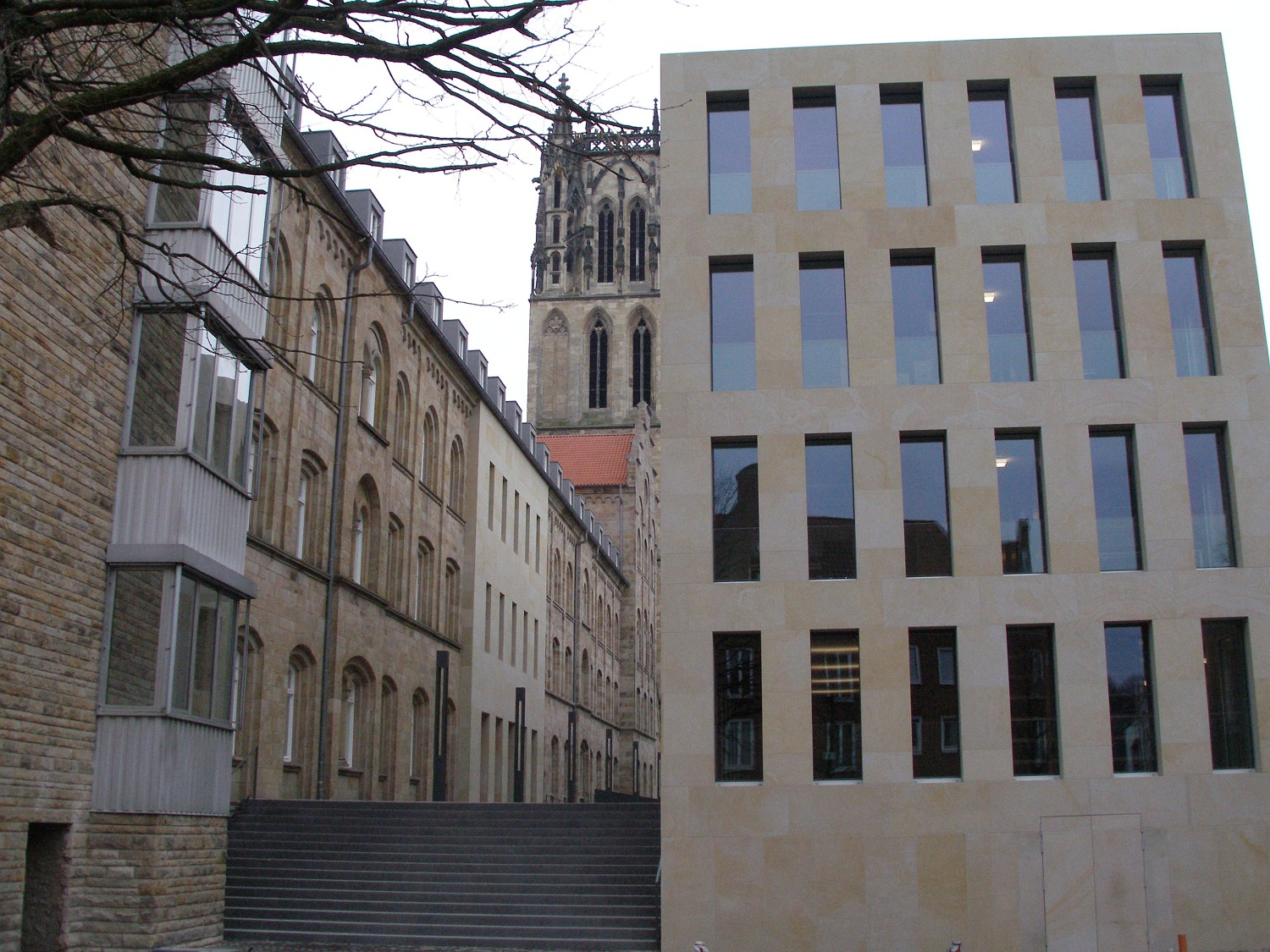
Der westliche Flügel, im Hintergrund der Turm der Überwasserkirche

Die Diözesanbibliothek am Überwasserkirchplatz an der Überwasserkirche im westfälischen Münster ist die zentrale Bibliothek des Bistums Münster. Sie ist mit etwa 750.000 Bänden und 720 dauernd gehaltenen Zeitschriften eine der größten theologischen Spezialbibliotheken in Deutschland. Dazu kommen mehrere Tausend historische Handschriften.

## Geschichte

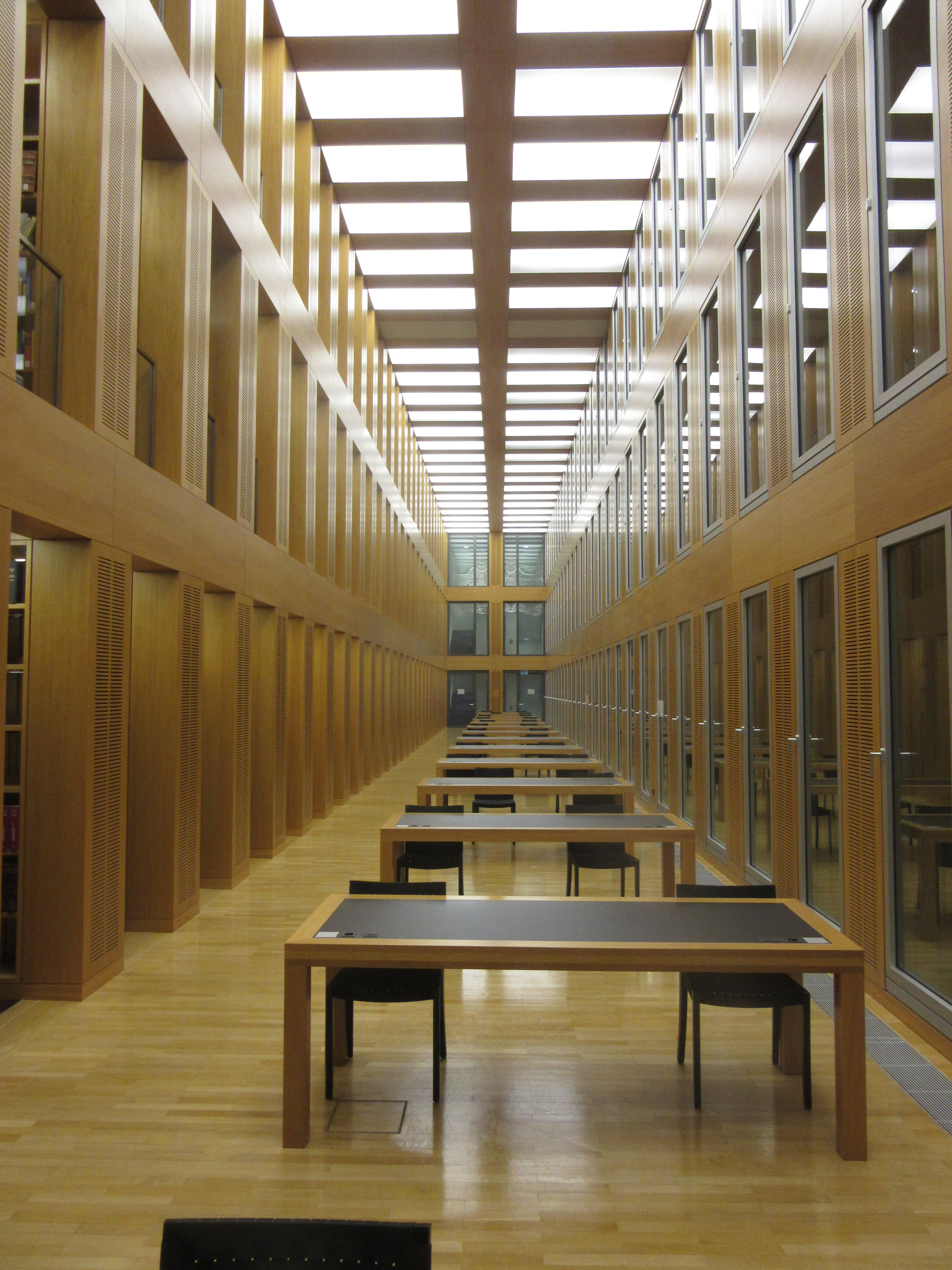
Der Lesesaal

Die Geschichte der Bibliothek und somit auch der Sammlung geht bereits auf das Jahr 1401 zurück, als die Fraterherren beziehungsweise „Brüder vom gemeinsamen Leben“ ein eigenes Haus in der westfälischen Stadt errichteten. Seitdem nahm der Umfang der Sammlung stetig zu, auch trotz der Unterbrechung in den Jahren 1535 und 1536, als die Täufer in Münster herrschten und ein nicht näher quantifizierbarer Anteil des Bestandes verloren ging.
Im Jahre 1772 wurde die Ordensgemeinschaft aufgelöst und die Sammlung mit der des Critinianums vereinigt. Sie sollten ab dem Jahre 1776 die Basis der Bibliothek des neu gegründeten Priesterseminars darstellen. Mit der Säkularisation Anfang des 19. Jahrhunderts vermehrte sich der Bestand sprunghaft, als die Bestände der aufgelösten Klöster integriert wurden.
Im Jahre 1958 erhielt die Bibliothek die Verwaltung der international bekannten Santini-Sammlung zurück, die sie bereits 1855 erwarb und 1923 für 25 Jahre unter die Obhut der Westfälischen Wilhelms-Universität stellte. Erst 1960 wurde die Bibliothek der Öffentlichkeit zugänglich gemacht. Im Jahre 1977 erfolgte die Ausgliederung aus dem Priesterseminar als eigenständige Diözesanbibliothek und ein Jahr später der Umzug in ein eigenes Gebäude in unmittelbarer Nähe zur Überwasserkirche. Eine erneute Erweiterung der Sammlung erfuhr die Bibliothek im Januar 1995 mit der Aufnahme der Studien- und Zentralbibliothek der Franziskaner. Sie ist eine Dauerleihgabe an die Diözesanbibliothek. Im Jahre 2003 wurde das alte Bibliotheksgebäude abgetragen und durch einen größeren, von Max Dudler konzipierten Neubau ersetzt, der am 9. Dezember 2005 eröffnet und von Bischof Reinhard Lettmann geweiht und gesegnet wurde.

## Sondersammlungen
Der Bestand der Diözesanbibliothek in Münster umfasst mehrere Sondersammlungen. Die bedeutendste und bekannteste ist die Santini-Sammlung des italienischen Priesters, Komponisten und Musik-Sammlers Fortunato Santini (1778–1861). Diese Sammlung, die sich seit 1855 im Besitz des Bistums Münster befindet und 1862 von Rom nach Münster verbracht wurde, gilt als eine der umfangreichsten und wertvollsten Quellen für italienische Musik. Sie enthält etwa 20.000 Titel in Form von ungefähr 4.500 Handschriften und 1.200 Drucken aus der Zeit vom 16. bis zum 19. Jahrhundert.
Eine weitere bedeutende Sammlung ist die Bibliothek der Fraterherren. Dabei handelt es sich um eine umfangreiche, geschlossene Sammlung. Ihr kommt eine besondere Bedeutung zu, da die Fraterherren einen maßgeblichen Einfluss auf Schrift und Buchdruck in der frühen Neuzeit hatten. Diese Sammlung besteht aus zwölf Handschriften, etwa 120 Wiegen- und 300 Frühdrucke, sowie ungefähr 1.400 Bänden. Sie alle entstanden zwischen 1531 und 1770.
Weitere Sondersammlungen sind die Bibliothek des Critinianums sowie die Gebet- und Gesangbuchsammlung des ehemaligen Ludgerianums. Letztgenannte ist eine bedeutende und umfangreiche Sammlung für die Frömmigkeitsgeschichte Nordwestdeutschlands. Daneben gehören diverse Bestände aus ehemaligen Pfarr- und Klosterkirchen des Bistums und aus dem ehemaligen Diözesanmuseum sowie die Bibliothek und die Briefsammlung von Peter Wust der Diözesanbibliothek Münster.